# Релізан (вілаєт)
Релізан (Галізан, араб. ولاية غليزان‎‎‎‎) — вілаєт Алжиру. Адміністративний центр — м. Релізан (Галізан). Площа — 4 870 км². Населення — 733 060 осіб (2008).

## Географічне положення
На південному сході межує з вілаєтом Шлеф, на сході — з вілаєтом Тіссемсілт, на півдні — з вілаєтом Тіарет, на заході — з вілаєтом Маскара, на північному заході — з вілаєтом Мостаганем.
Розташований в Атлаських горах, неподалік від Середземного моря.

## Адміністративний поділ
Поділяється на 13 округів та 38 муніципалітетів.
| Алжир | Це незавершена стаття з географії Алжиру. Ви можете допомогти проєкту, виправивши або дописавши її. |